# Баганалинский район
Баганалинский район — единица административного деления Атбасарского уезда Акмолинской губернии Киргизской АССР, существовавшая с мая 1920 по июль 1922.
Баганалинский район был образован в составе Атбасарского уезда Акмолинской губернии 11 мая 1920 года. Центром района был назначен завод Карсакпай. В район входило 10 кочевых волостей: Айртауская, Айнакульская, Джана-Сарысуйская, Джездинская, Кенгирская, Кум-Конурская, Сары-Суйская, Тарангульская, Улутауская, Улькен-Джездинская.
27 декабря 1921 года Айнакульская и Улькен-Джездинская волости были присоединены к Джездинской волости.
5 января 1922 года Айртауская волость была присоединена к Улутауской волости.
8 января 1922 года Тарангульская волость была присоединена к Кенгирской волости.
26 июля 1922 года Баганалинский район был упразднён, а входившие в него волости отошли в прямое подчинение Атбасарскому уезду.